# Bégemeder
La province de Bégemeder (aussi Begemder, Bégemder, etc. en amharique : በጌምድር[à vérifier]) ou province de Gondar, est une ancienne province éthiopienne, qui existait avant le découpage administratif de 1994-1995.
Elle s'étendait des environs du lac Tana et des monts Simien à la frontière du Soudan. Gondar était sa ville principale et sa capitale au XXe siècle.

## Histoire
La province fut anciennement le siège de plusieurs petites principautés indépendantes, jusqu'au passage intégral de la région sous contrôle impérial, aux XVIe et XVIIe siècles.
Elle fut ensuite le siège du gouvernement impérial éthiopien jusqu'à la quasi-disparition de celui-ci en 1769. Pendant la période de division de l'Éthiopie, entre 1769 et 1855, son statut de région capitale devient purement théorique, et disparaît avec le transfert de la capitale à Magdala (dans l'actuelle région de l'Amhara, mais hors du Gondar) par le réunificateur de l'Éthiopie, Théodros II, en 1855.
La province devient alors une simple province du nord, moins importante.
On y trouve la ville de Gondar, qui porte le même nom que la province, et qui était le siège du gouvernement.
La région n'a plus vraiment d'existence administrative et se trouve aujourd'hui englobée dans la région Amhara, dont elle constitue la partie la plus au nord, le long de la frontière soudanaise. En son sein, il existe cependant encore des subdivisions appelées « Gondar Nord » (Semien Gondar) et « Gondar Sud » (Debub Gondar).
La région est aussi connue comme étant le principal centre (avec le Tigré dans une bien moindre mesure) des juifs d'Éthiopie, les Falashas ou Beta Israel.

## Awrajas
La province de Bégemeder était divisée en 7 awrajas.
| Awraja      | Capitale administrative | Répartition dans les zones actuelles |
| ----------- | ----------------------- | ------------------------------------ |
| Chilga      | Aykel                   | Semien Gondar                        |
| Debre Tabor | Debre Tabor             | Debub Gondar                         |
| Gayint      | Nefas Mewcha (en)       | Debub Gondar                         |
| Gondar      | Gondar                  | Semien Gondar                        |
| Libo        | Addis Zemen             | Debub Gondar                         |
| Simen       | Debarq                  | Semien Gondar                        |
| Wegera      | Dabat (en)              | Semien Gondar                        |